# 泰尔基
泰尔基，是匈牙利佩斯州所辖的一个村。总面积10.47平方公里，总人口3610，人口密度344.8人/平方公里（2011年1月1日）。